# کاترینا ساکلاروپولو

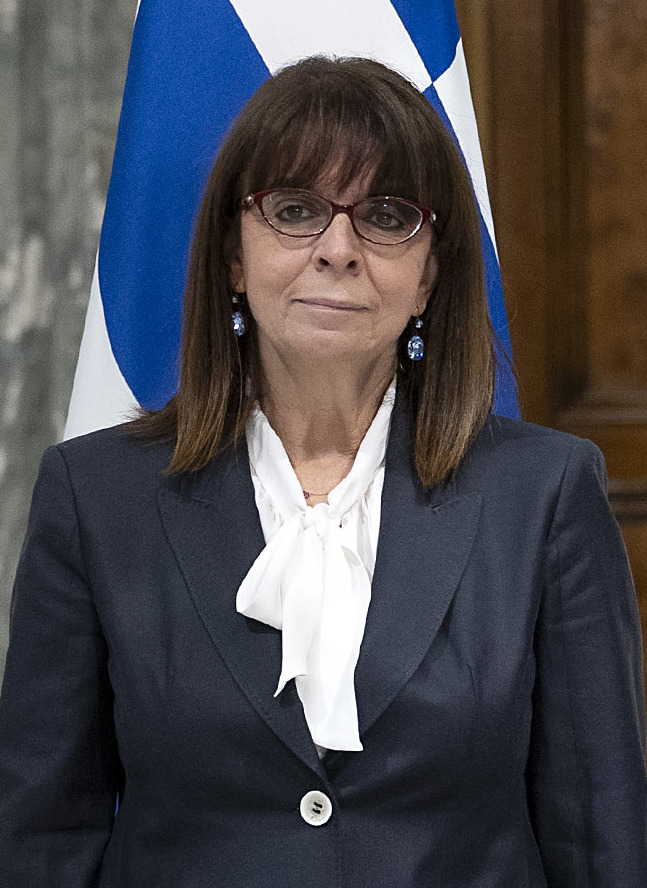

کاترینا ساکلاروپولو (یونانی: Κατερίνα Σακελλαροπούλου؛ زادهٔ ۳۰ مهٔ ۱۹۵۶) سیاستمدار و حقوقدان اهل یونان است. از ۳۰۰ نماینده مجلس یونان ۲۶۱ نماینده به کاترینا ساکلاروپولو به عنوان رئیس‌جمهور این کشور رای دادند. وی مدافع حقوق زنان، پناهجویان و اقلیت‌هاست.
ساکلاروپولو در اکتبر ۲۰۱۸ به عنوان اولین رئیس زن دادگاه عالی یونان انتخاب شد. پدر او در دادگاه عالی یونان قاضی بود. ساکلاروپولو در آتن و سوربن پاریس تحصیل کرده است. در یونان او را به عنوان یکی از شخصیت‌های فمینیست مدافع حقوق زنان می‌شناسند. او همچنین از حقوق پناهجویان و اقلیت‌ها نیز دفاع می‌کند. ساکلاروپولو از همسر خود جدا شده و صاحب یک فرزند است.